# 폴 캐리
폴 캐리(Paul Carey, 1928년 3월 15일 - 2016년 4월 12일)는 미국의 방송인이자 스포츠 캐스터로 60년 동안 전문적으로 방송을 펼쳤다. 그는 미시간주 스포츠 명예의 전당 회원이다.

## 생애
캐리는 1928년 3월 15일 미시간주 마운트플레젠트(Mount Pleasant)에서 태어났다. 1946년 마운트플레젠트 고등학교를 졸업하고, 1946년부터 1948년까지 센트럴 미시간을 다녔고, 그 후 1948년부터 1950년까지 미시간 주립 대학교를 다녔으며, 연설, 라디오 및 연극 부문의 학사학위를 받았다.
방송 경력은 1950년 6.25 전쟁이 발발하면서 중단되었다. 캐리는 1950년 10월 징집되어 NATO의 첫 사단인 제4보병사단에서 복무했다. 무기소대에서 분대장을 맡은 하사였다.

## 사망
88세의 나이로 만성 폐쇄성 폐질환(COPD)으로 인해 미시간주 로체스터에서 2016년 4월 12일에 사망했다.